# Die endlose Nacht
Die endlose Nacht är en tysk dramafilm från 1963 i regi av Will Tremper.

## Rollista i urval
- Karin Hübner - Lisa
- Louise Martini - Mascha
- Harald Leipnitz - Wolfgang Spitz
- Hannelore Elsner - Sylvia Stössi
- Bruce Low - John McLeod
- Alexandra Stewart - Juanita
- Paul Esser - J. M. Schreiber
- Werner Peters - Herbert
- Mario Adorf - Juanitas vän
- Wolfgang Neuss - Wolfgang